# Macrosiphoniella yomogicola
Macrosiphoniella yomogicola är en insektsart som först beskrevs av Matsumura 1917.  Macrosiphoniella yomogicola ingår i släktet Macrosiphoniella och familjen långrörsbladlöss. Inga underarter finns listade i Catalogue of Life.